# 호르미즈드 1세

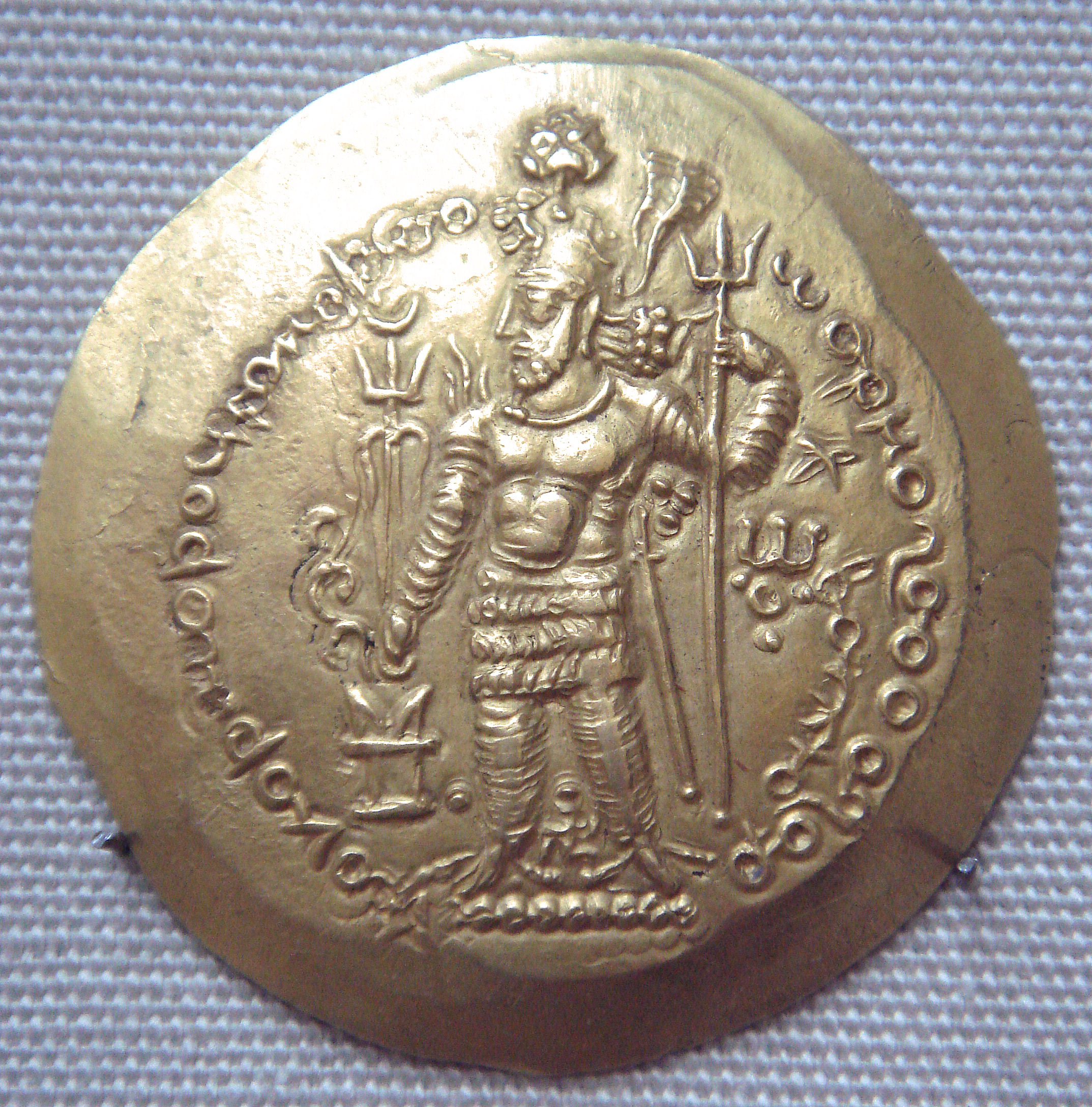
호르미즈드 1세의 동전. 아프가니스탄에서 발행됨

호르미즈드 1세(영어:Hormizd I, 그리스어:Ώρμισδης / Hōrmisdēs, ? - 273년)는 사산 왕조 페르시아 제국의 샤이다. 샤푸르 1세의 아들이며, 호라산(Khorasan)의 통치를 맡고 있었다. 근대 페르시아어로는 (هرمزد/hormuzd/hormizd)라고 표기하며, 중기 페르시아어(Pahlavi, 팔라비어)에서는 ('wḥrmzdy/Ōhrmazd/Ohrmazd/오후르마즈드)라고 한다. 또한 중기 페르시아어로 오후르마즈드는 조로아스터교의 아후라 마즈다를 의미한다.

## 생애
호르미즈드 1세는 샤푸르 1세와 아바르서스(미상)의 왕 미후라그(Mihrak/Mihrag)의 딸 사이에서 태어났다고 한다. 미후라그는 페르시아의 군주로 그 일족은 아르다시르 1세에 멸해졌다. 신관(마기)이 아르다시르 1세에게 마후라그의 혈통을 없애지 않으면 언젠가 또 페르시아를 부흥시켜 버릴 것이라고 예언했다고 한다. 그러나 마후라그의 딸만이 농부의 손에 의해 지켜질 수 있었고, 샤푸르 1세는 그녀와 만나 결혼했다. 그리고 그 사이에서 호르미즈드 1세가 태어났으며, 곧 아르다시르 1세에게 인정받을 수 있었다고 한다. 그러나 호르미즈드 1세의 재위기간은 1년 10일 밖에 되지 않는다.